# Эндлер, Кристиана
Клаудия Кристиана Эндлер Мутинелли (исп. Claudia Christiane Endler Mutinelli; род. 23 июля 1991, Сантьяго) — чилийская футболистка, вратарь французского клуба «Олимпик Лион» и капитан сборной Чили.

## Карьера
В детстве занималась теннисом, плаванием, баскетболом, волейболом и гимнастикой. В футбол начала играть в возрасте 10-ти лет на позиции форварда, во время учёбы в Немецкой школе в Сантьяго. Также играла за детскую команду «Сантьяго Ориенте».
В 2007 году, после одного из школьных турниров, получила приглашение на тренировочный сбор национальной команды до 17-ти лет. Тогда же тренер сборной Марко Корнес впервые поставил её в ворота.
В 2008 году начала выступления за «Унион Ла-Калера» в чемпионате Чили. В 2008 и 2009 годах признавалась лучшей футболисткой Чили.
В 2010 году подписала контракт с «Эвертоном» из Винья-дель-Мар. Вместе с командой стала серебряным призёром национального первенства и выиграла Кубок Чили. В том же году её признали лучшим голкипером Кубка Либертадорес и, уже в третий раз, лучшей футболисткой Чили.
После финального матча Кубка Либертадорес-2010 получила предложение контракта от «Сантоса», но предпочла остаться на родине и перешла в «Коло-Коло». С клубом выиграла апертуру и клаусуру сезона 2011, а также дошла до финала Кубка Либертадорес.
В 2012 году снова стала победительницей чемпионата страны с «Коло-Коло». В финальной игре Кубка Либертадорес против бразильского «Фош Катараташ» отбила два пенальти в послематчевой серии, принеся своему клубу победу.
В октябре 2011 года приняла предложение стипендии от Университета Южной Флориды. С 2012 по 2014 год выступала за студенческую команду в чемпионате NCAA.
Во время учёбы была замечена тренером «Челси» Эммой Хэйс и в апреле 2014 года подписала с клубом контракт. Во время подготовки к Кубку Америки 2014 у неё был диагностирован разрыв мениска. «Челси» оплатил медицинские расходы, но после восстановления Эндлер не стала продлевать контракт с клубом.
В 2015 году вернулась в Чили, подписав контракт с «Коло-Коло». В 2015 году выиграла с клубом чемпионат апертуры и дошла до финала Кубка Либертадорес, в котором чилийский клуб уступил «Ферровиарии». По итогам 2015 года Эндлер в четвёртый раз была признана лучшей футболисткой Чили.
В 2016 году вернулась в Европу, подписав контракт с «Валенсией». Сыграла за клуб 23 матча в чемпионате, пропустив всего 9 мячей. Стала первой иностранной футболисткой в женской испанской лиге, получившей Трофей Заморы, вручаемый самому непропускающему голкиперу.
5 июля 2017 года перешла в «Пари Сен-Жермен». В 2017 году в пятый раз получила приз лучшей футболистке Чили.
В сезоне 2020/21 пропустила 4 гола в 22 матчах чемпионата Франции и была признана лучшим голкипером Дивизиона 1 и вошла в символическую сборную сезона. 21 июня 2021 года перешла во французский клуб «Лион», контракт с которым рассчитан до 30 июня 2024 года.

## Достижения

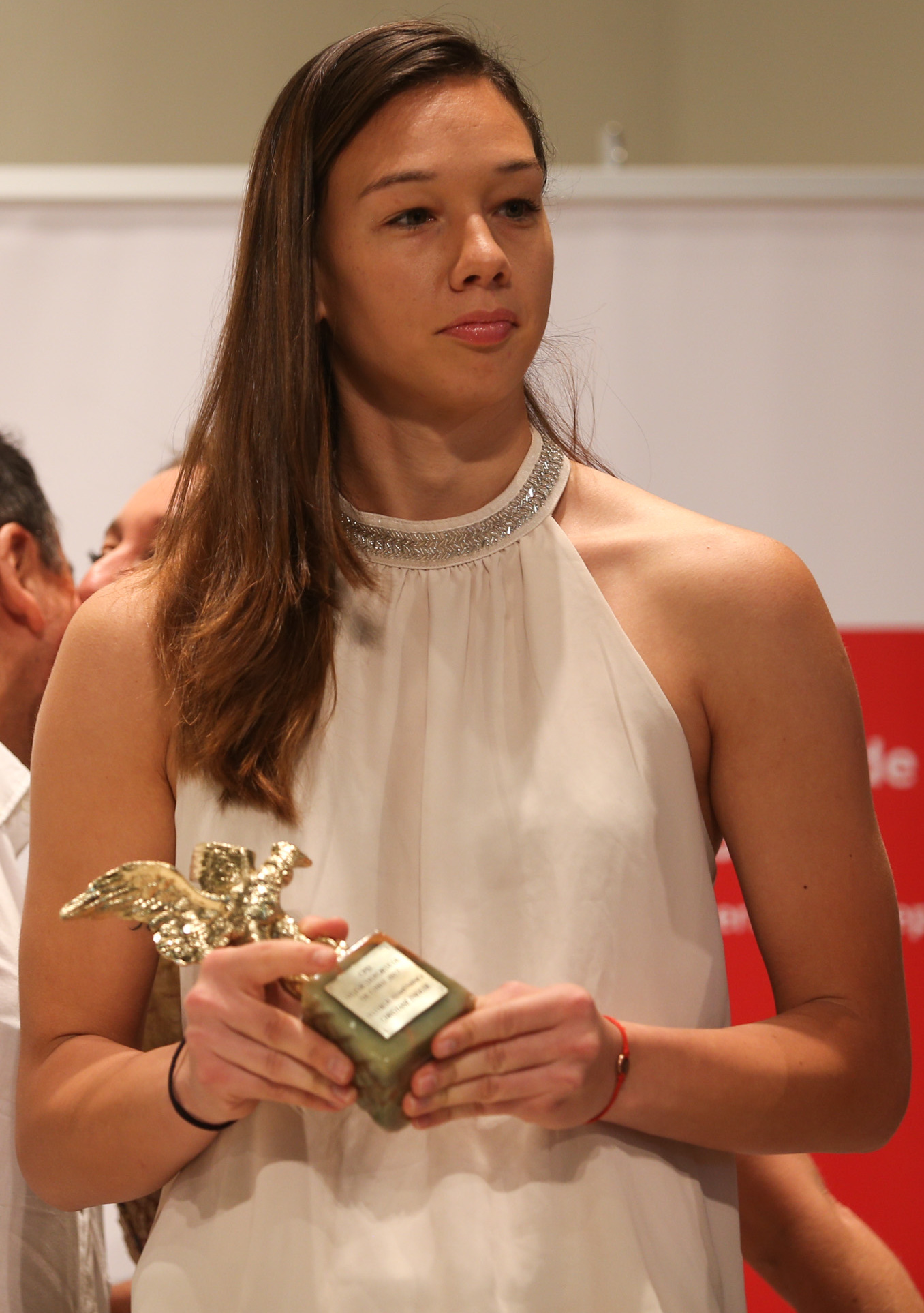
Эндлер в 2017 году

### Командные достижения
«Эвертон»
- Обладательница Кубка Чили: 2010

«Коло-Коло»
- Чемпионка Чили: 2011 (апертура), 2011 (клаусура), 2012 (апертура), 2015 (апертура)
- Обладательница Кубка Либертадорес: 2012

«Пари Сен-Жермен»
- Чемпионка Франции: 2020/21[15]
- Обладательница Кубка Франции: 2017/18

«Лион»
- Победительница Лиги чемпионов УЕФА: 2021/22, 2022/23
- Чемпионка Франции: 2021/22
- Обладательница Кубка Франции: 2022/23

### Личные достижения
- Футболистка года в Чили (6): 2008, 2009, 2010, 2015, 2017, 2018[15]
- Лучший вратарь чемпионата Франции: 2020/21[15]
- Команда сезона женской Лиги чемпионов УЕФА (2): 2019/20, 2020/21[16]
- Команда сезона чемпионата Франции: 2020/21[15]

## Личная жизнь
Своим кумиром называет Оливера Кана.